# Stanisław Deutschman
Stanisław Deutschman (ur. 17 kwietnia 1906 we Lwowie, zm. 9 grudnia 1964 w Nowej Sarzynie) – polski piłkarz, pomocnik.
Był wieloletnim piłkarzem Pogoni Lwów. W barwach tego klubu w 1925 i 1926 został mistrzem Polski. W reprezentacji Polski zagrał jedno spotkanie – 27 października 1928 w przegranym 2:3 meczu z Czechosłowacją.

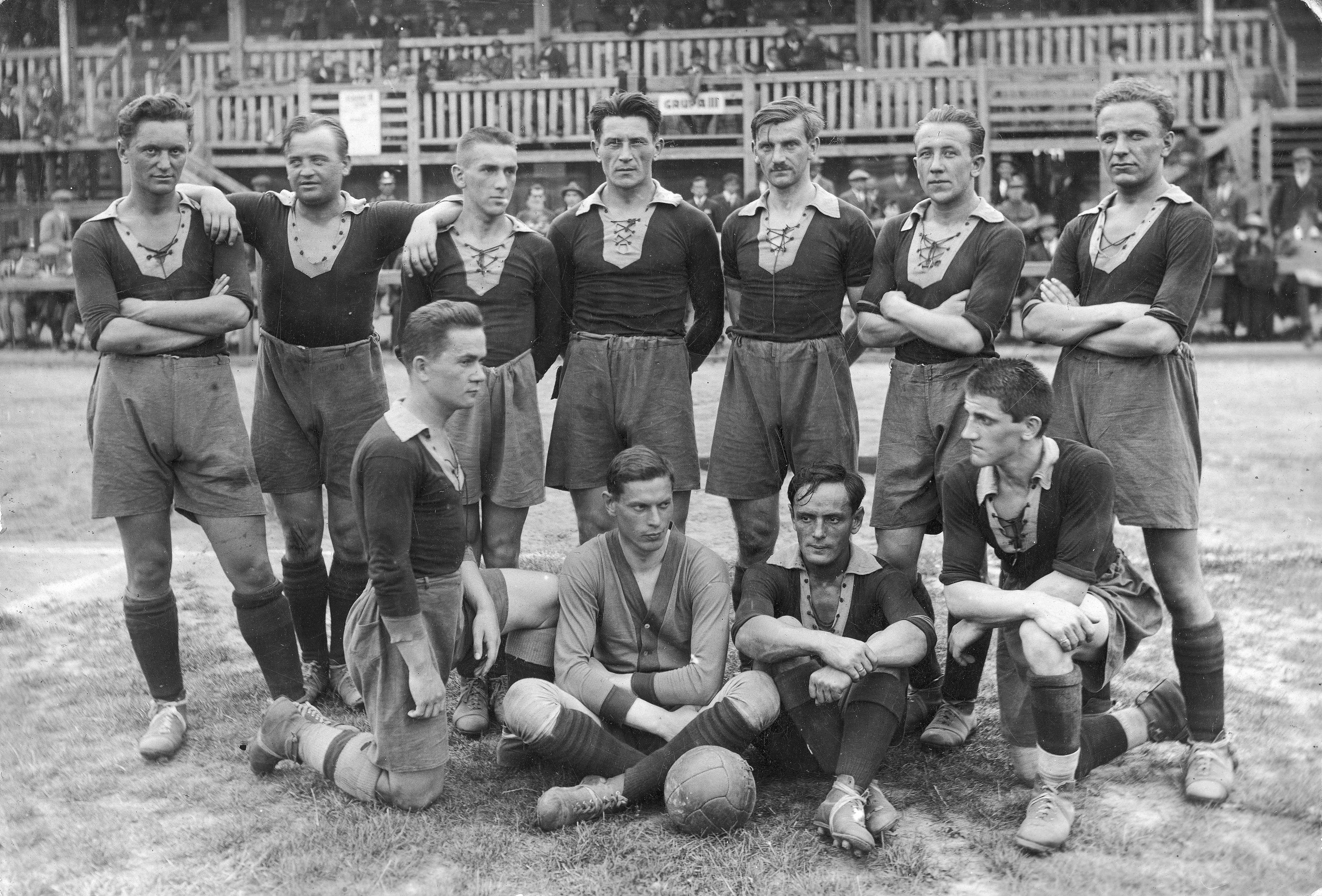
Pogoń Lwów, mistrz Polski z 1926 r., Deutschmann klęczy pierwszy od prawej